# Майтубек (Жанібецький район)
Майтубе́к (каз. Майтүбек, до 2007 року — Августовка) — село у складі Жанібецького району Західноказахстанської області Казахстану. Входить до складу Таловського сільського округу.
До 2007 року село називалось Августовка.
Населення — 58 осіб (2021; 133 у 2009, 169 у 1999, 220 у 1989).